# Droga wojewódzka 845
Die Droga wojewódzka 845 (DW845) ist eine 3,7 Kilometer lange Droga wojewódzka (Woiwodschaftsstraße) in der Woiwodschaft Lublin in Polen. Die Strecke im Powiat Puławski verbindet die Bahnstation Gołąb mit der Woiwodschaftsstraße DW801.
Sie zweigt von der DW801 in nordöstlicher Richtung ab und folgt der Bahnstrecke bis zum Haltepunkt. Als Innerortsstraße trägt sie den Namen ‚ulica Kolejowa‘ (Eisenbahnstraße) bzw. ‚ulica Piaskowa‘.

## Streckenverlauf
Woiwodschaft Lublin, Powiat Puławski
-  Gołąb (DW801)
-  Gołąb, Haltepunkt (Bahnstrecke Warszawa Wschodnia–Dorohusk)